# Huntley (Île-du-Prince-Édouard)
Pour les articles homonymes, voir Huntley.
Huntley est une communauté dans le canton Lot 3 de l'Île-du-Prince-Édouard, Canada, au nord d'Alberton.